# Káldor Miklós
Káldor Miklós (Lord Nicholas Kaldor) (Budapest, 1908. május 12. – Papworth Everard, Egyesült Királyság, 1986. szeptember 30.) Angliában dolgozó magyar közgazdász. A cambridge-i iskola egyik legkiválóbb képviselője; a posztkeynesiánusok közé sorolják.

## Élete
Tanulmányait Budapesten, Berlinben és 1927-től a London School of Economics hallgatójaként végezte, ahol ezután oktató is lett (1932-1947). A második világháború alatt Keynesszel együtt a háború finanszírozásának problémáján dolgozott. A háború után az UNECE vezető szakértője volt. 1947-1949 között ő vezette az ENSZ Európai Gazdasági Bizottságának kutatási és tervezési részlegét. 1949-ben lett a Cambridge-i Egyetem oktatója. 1950-1955 között a nyereség- és jövedelemadózási királyi bizottság tagja volt. 1956-1976 között pénzügyi tanácsadó volt, olyan országokban, mint például, India, Ceylon, Mexikó, Ghána, Törökország, Ausztrália, Irán, Venezuela. 1963-ig a brit munkáspárti kormányok tanácsadója is volt, és az elsők között javasolta a kiadási adó (expenditure tax) bevezetését. 1966-ban a Cambridge-i Egyetem professzora lett. 1974-ben lovaggá ütötték. 1979-től az MTA tiszteleti tagja volt.

## Nézetei
R. Kahn, Joan Robinson és Piero Sraffa mellett a posztkeynesiánizmus egyik alapítója. Életének utolsó évtizedeiben éles szakmai vitában állt a neoklasszikus közgazdasági iskolával, és különösen Milton Friedmannal.
Szintén vitában állt a neokeynesiánusokkal (Samuelson és társai). A vita egyik színtere az úgynevezett két cambridge tőkevitája volt. Ezt a vitát Robinsonnal és Sraffával együtt megnyerték az amerikai vitapartnereikkel szemben. A vita másik fókuszpontja az volt, hogy a Hicks féle IS-LM modell hű reprezentációja-e Keynes nézeteinek. Később erről Hicks maga határolódott el, világossá téve, hogy nem az. 
A Káldor–Hicks-hatékonyság néven ismert kompenzációs kritériumról is ismert, amelyet a szociálpolitikák összehasonlítására fejlesztett ki.

## Fontosabb művei
- An expenditure tax (1955)
- Essays on Economic Stability and Growth (Tanulmányok a gazdasági stabilitásról és növekedésről; 1960)
- Essays on value and distribution (1960)
- Collected Economic Essays (1963-1980)
- Essays on Economic Policy I-II (1964)
- Causes of the Slow Rate of Growth of the United Kingdom (1971)
- Further Essays on Economic Theory (Újabb tanulmányok a közgazdasági elméletről; 1978)
- The Origin of the New Monetarism (Az új monetarizmus eredete; 1981)
- The scourge of monetarism (1982)
- The economic consequences of Mrs. Thatcher (1983)
- Economics without equilibrium (1985)